# SPINK2
SPINK2 (англ. Serine peptidase inhibitor, Kazal type 2) – білок, який кодується однойменним геном, розташованим у людей на короткому плечі 4-ї хромосоми.  Довжина поліпептидного ланцюга білка становить 84 амінокислот, а молекулярна маса — 9 291.
| 10         |  | 20         |  | 30         |  | 40         |  | 50         |
| ---------- |  | ---------- |  | ---------- |  | ---------- |  | ---------- |
| MALSVLRLAL |  | LLLAVTFAAS |  | LIPQFGLFSK |  | YRTPNCSQYR |  | LPGCPRHFNP |
| VCGSDMSTYA |  | NECTLCMKIR |  | EGGHNIKIIR |  | NGPC       |  |            |

A: Аланін

C: Цистеїн

D: Аспарагінова кислота

E: Глутамінова кислота

F: Фенілаланін

G: Гліцин

H: Гістидин

I: Ізолейцин

K: Лізин

L: Лейцин

M: Метіонін

N: Аспарагін

P: Пролін

Q: Глутамін

R: Аргінін

S: Серин

T: Треонін

V: Валін

Кодований геном білок за функціями належить до інгібіторів протеаз, інгібіторів серинових протеаз. 
Секретований назовні.